# 羅伯托·索里亞諾
羅伯托·索里亞諾（義大利語：Roberto Soriano，1991年2月8日—）是義大利的一位足球運動員，在場上司職中場。目前効力沙蘭力坦拿。他也代表義大利青年國家足球隊參加比賽 。

## 外部連結
- Sampdoria Profile （意大利文）
- Soccerway Profile （页面存档备份，存于）
- FIGC National Team data （意大利文）